# Lourdes Rodríguez
Lourdes Abigail Rodrgiuez (Loreto, Santiago del Estero; 4 de abril de 1998) es una futbolista profesional que juega de delantera en el Club Atlético Belgrano de la Primera División.  

## Trayectoria
Se inició en el fútbol jugando en su ciudad natal con varones, ya que no existían clubes con la disciplina femenina ni tampoco una liga como tal. Debido a sus estudios, viajó a Buenos Aires, donde ingresó al Deportivo Merlo. En 2021, se mudó al plantel de All Boys, con el que disputó la Primera B, logrando el ascenso. 
Al final de la temporada firmó un contrato por dos años con el club cordobés Belgrano para jugar por primera vez en Primera División.  Lourdes integró el plantel que llegó a la final de la Copa de la Liga 2023. 
A principios de 2024, fichó a préstamo por el club brasilero Minas Brasilia FC de la Serie A2, que también contrató a dos de sus compañeras de Belgrano. 
Tras la experiencia brasilera, Lourdes finalizó su préstamo y retornó a Belgrano de cara a la segunda mitad del 2024. 